# Combatives

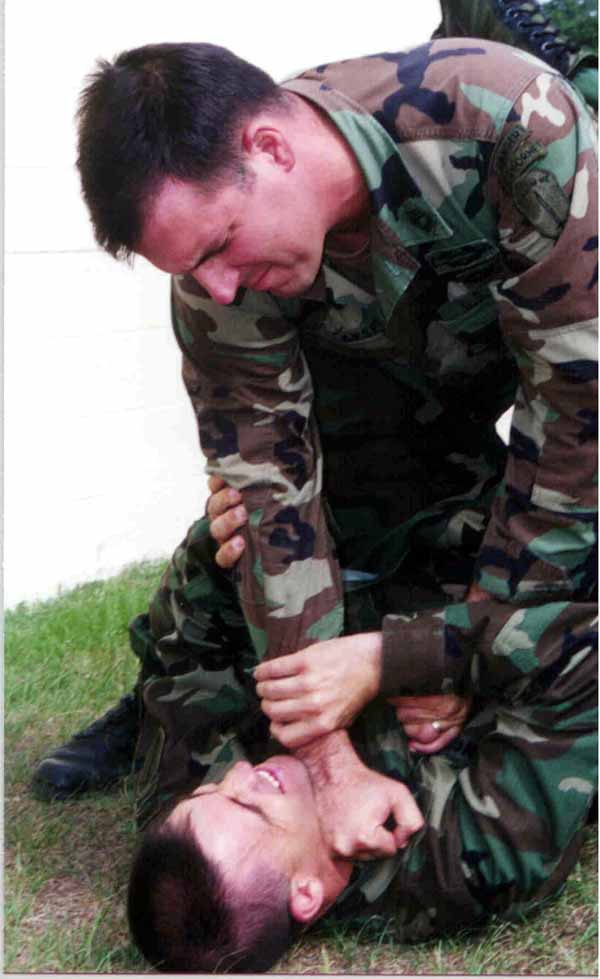
Dimostrazione addestrativa di una presa di strangolamento.

Il Combatives, a volte chiamato Close Quarters Combat (CQC o combattimento ravvicinato), è un approccio di derivazione Militare e Law Enforcement sviluppatosi agli inizi della seconda guerra mondiale (WWII).
Tra i "padri fondatori" senza dubbio ritroviamo gli inglesi William E. Fairbairn e Eric A.Sykes, noti anche per il progetto del famoso stiletto dei SAS chiamato appunto Fairbairn-Sykes fighting knife, progetto evoluto successivamente dal Col. Rex Applegate (famoso appunto per la daga Fairbairn-Applegate)
Fairbairn e Sykes avevano lavorato nelle forze armate britanniche e negli anni 20 furono assegnati alla polizia municipale della città di Shanghai (allora una delle città più pericolose al mondo) a cui insegnarono le loro tecniche.
Avendo l'esigenza di addestrare quegli uomini in tempi relativamente brevi, elaborarono delle tecniche che dovevano risultare rapide, semplici, invasive e di riflesso efficaci sia per il combattimento a mani nude che con armi.
Un addestramento simile fu fornito ai British Commandos, alla prima forza Speciale (Special Service Force), all'Office of Strategic Services (OSS) ai Rangers dell'esercito e ai Marines (Raiders).
Fairbairn ad un certo punto della sua vita, battezzò questo metodo con il nome Defendu pubblicando vari testi, esattamente come fece il collega americano Col. Rex Applegate. 
Fairbairn si riferiva spesso alla tecnica come "Gutter Fighting", termine usato anche da Applegate assieme a "Fairbairn System".
Altri sistemi di combattimento che hanno origini nelle forze armate moderne sono il cinese Sanshou, il sovietico Bojewoje (combattimento), il Sambo e il Kapap israeliano.
Le priorità e le metodologie di addestramento al Combatives spesso cambiano in base al bisogno percepito,  e anche in tempo di pace, le Forze e i Reparti Speciali tendono a dare maggiore importanza al  combattimento ravvicinato rispetto alla maggiorate del personale militare o delle Forze di Polizia.
Dopo la seconda guerra mondiale,  negli Stati Uniti, l'interesse verso questo approccio diminuì, tuttavia i conflitti di insurrezione come la guerra del Vietnam, i conflitti minori e le guerriglie urbane, riportarono nuova attenzione sulla necessità dell'addestramento al Combatives.
Mentre nel 2002 il "United States Marine Corps" sostituì il suo sistema di combattimento "LINE" con il "Marine Corps Martial Arts Program", l'Esercito degli Stati Uniti adottò il programma Modern Army Combatives (MAC) con la pubblicazione nello stesso anno del Field Manual 3-25.150.
Il programma MAC attinge dalle varie discipline che compongono le MMA come la Lotta, il Brazilian Jiu-Jitsu, il Judo, il Sambo, la Muay Thai, la Boxe ed in piccola parte l'Escrima. La metodologia di addestramento "live", cioè basata sull'apprendimento esperienziale e sulle simulazioni reali, vede le strategie e le tattiche peculiari del combatives perfettamente integrabili nel CQB (Close Quarters Battle).
Nell'qgosto del 2007, l'addestramento al MAC divenne obbligatorio per tutti i reparti dell'Esercito con l'introduzione del regolamento 350-1.
Nel gennaio 2008 il Modern Army Combatives Program (MACP) costituisce la base del programma di addestramento dell'Aeronautica Militare (Air Force Combatives Program).